# Ambohimahavelona
Ambohimahavelona ist eine Gemeinde und Stadt in Madagaskar am rechten Ufer des Flusses Onilahy. Sie befindet sich in der Region Atsimo-Andrefana in der Provinz Toliara. Auf dem Gemeindegebiet lebten 2001 schätzungsweise 13.000 Einwohner.
In der Stadt existieren Schulen für die Primär- und Sekundärstufe. Der Großteil der Bevölkerung lebt vom Primärsektor. Hauptanbau der Feldfrüchte ist Mais und Reis, daneben wachsen auch Rohrzucker und Tomaten. 15 % der Einwohner sind angestellt.
2009 wurde eine Trinkwasserversorgung installiert, um der Bevölkerung eine bessere Hygiene zu ermöglichen. Von der Schweizer solidarit’eau Suisse wurden mit 93.000 Schweizer Franken Budget eine 30-Kubikmeter-Zisterne, vier Kilometer Wasserleitungen und insgesamt 16 Wäsche-Waschplätze gebaut. Davon können zurzeit 1350 Personen in zwei Dörfern sowie drei Schulen profitieren. Wahrscheinlich wird die Anlage in den nächsten Jahren um Latrinen und Duschen erweitert. Die Gemeinde Münsingen im Kanton Bern beteiligt sich bereits seit 1991 an der Finanzierung dieses und ähnlicher Projekte.